# Larentia recta
Larentia recta är en fjärilsart som beskrevs av Alfred Philpott 1905. Larentia recta ingår i släktet Larentia och familjen mätare. Inga underarter finns listade i Catalogue of Life.